# Bag Raiders
Bag Raiders (в переводе с англ. — «налётчики на сумки») — австралийский музыкальный дуэт, ориентированный на танцевальную музыку с использованием элементов фанка, альтернативного и инди-рока. Дуэт сформирован в 2006 году в Сиднее музыкантами Джеком Глэссом и Крисом Стрейси.

## История дуэта
История Bag Raiders берёт своё начало в середине 1990-х годов, когда Джек Глэсс и Крис Стрейси познакомились будучи участниками оркестра школы Крэнбрук. Но своё сотрудничество музыканты начали в 2005. Глэсс и Стрейси начали создавать миксы композиций поп и рок-музыки 1970-х годов. В 2006 музыканты всерьёз задумались о совместной работе. Дуэт был назван «Bag Raiders».
Первоначально Глэсс и Стрейси занимались созданием ремиксов для сторонних исполнителей. В 2007 году Bag Raiders подписывают контракт с лейблом Bang Gang 12 Inches. Под влиянием творчества The Brothers Johnson, Earth, Wind & Fire, 808 State и Orbital музыканты записывают и издают мини-альбомы The Bag Raiders и Fun Punch. В октябре 2008 года выходит первый сингл Bag Raiders «Turbo Love!», который, впрочем, не имел успеха.
Популярность к музыкантам пришла с релизом сингла «Shooting Stars» в 2009 году. Трек занял 11 место в Triple J Hottest 100 и 44 строчку ARIA Charts. Песня получила широкую ротацию на австралийских радиостанциях, а сами музыканты были внесены в список «50 ведущих австралийских диджеев» и разместились там на 11 позиции. После релиза «Shooting Stars» Джек Глэсс и Крис Стрейси сообщили о скором выходе полноформатного студийного альбома.
Следующим синглом стал «Way Back Home», вышедший в сентябре 2010 года принёсший известность дуэту и в Европе. 1 октября состоялся выпуск первого студийного альбома дуэта с одноимённым названием Bag Raiders. Пластинка дебютировала на 7-й строчке ARIA Albums Chart. Вторым синглом из альбома Bag Raiders становится «Sunlight», запись которого проходила совместно с Дэном Блэком.
В настоящее время о выходе нового студийного материала ничего не сообщается, а сами музыканты активно занимаются концертной деятельностью.

## Состав
- Джек Глэсс — клавишные, программинг (2006 — настоящее время)
- Крис Стрейси — клавишные, программинг (2006 — настоящее время)

## Дискография

### Студийные альбомы
| Альбом      | Детали                                                                         | Высшая позиция |
| Альбом      | Детали                                                                         | ARIA Charts    |
| ----------- | ------------------------------------------------------------------------------ | -------------- |
| Bag Raiders | * Дата выхода: 1 октября 2010 * Форматы: CD, винил * Лейбл: Modular Recordings | 7              |

### Синглы и мини-альбомы
| Название             | Год  | Высшая позиция | Альбом      |
| Название             | Год  | ARIA Charts    | Альбом      |
| -------------------- | ---- | -------------- | ----------- |
| «The Bag Raiders»    | 2007 | —              | —           |
| «Fun Punch»          | 2007 | —              | —           |
| «Turbo Love!»        | 2008 | —              | —           |
| «Turbo Love Remixes» | 2009 | —              | —           |
| «Shooting Stars»     | 2009 | 44             | Bag Raiders |
| «Big Fun»            | 2009 | —              | —           |
| «Way Back Home»      | 2010 | 77             | Bag Raiders |
| «Sunlight»           | 2011 | 84             | Bag Raiders |
| «Not Over»           | 2011 | —              | Bag Raiders |

### Ремиксы
- Bag Raiders — «Fun Punch» (Bag Raiders Remix)
- Cut Copy — «Far Away» (Bag Raiders Remix)
- Galvatrons — «When We Were Kids» (Bag Raiders Remix)
- Headman — «Catch Me If U Can» (Bag Raiders Remix)
- Lost Valentinos — «CCTV» (Bag Raiders Vs Van She Tech Remix)
- Lost Valentinos — «Kafka!» (Bag Raiders What Y’All Kno' Bout Seven Remix)
- Muscles — «One Inch Badge Pin» (Bag Raiders Remix)
- Kid Sister — «Pro Nails» (Bag Raiders Remix)
- K.I.M. — «B.T.T.T.T.R.Y.» (Bag Raiders Remix)
- Midnight Juggernauts — «Twenty Thousand Leagues» (Bag Raiders Remix)
- Monarchy — «I Won’t Let Go» (Bag Raiders Remix)
- Sneaky Sound System — «I Love It» (Bag Raiders Remix)
- Super Mal — «Bigger Than Big» (Bag Raiders Remix)
- ZZZ — «Lion» (Bag Raiders Remix)
- The Ting Tings — «Silence» (Bag Raiders Remix)

## Награды и номинации
| Год  | Премия            | Номинант                                        | Категория                 | Результат |
| ---- | ----------------- | ----------------------------------------------- | ------------------------- | --------- |
| 2011 | ARIA Music Awards | Bag Raiders                                     | Лучший танцевальный релиз | Номинация |
| 2012 | APRA Awards       | «Sunlight» (Дэн Блэк, Джек Глэсс, Крис Стрейси) | Танцевальная работа года  | Номинация |

## Использование музыки Bag Raiders в медиа
- «B.T.T.T.T.R.Y.» (Bag Raiders Remix): компьютерная игра Grand Theft Auto IV (2008)[4]
- «Shooting Stars»: реклама сети McDonald’s (2009—2010), 6 эпизод 1 сезона телесериала Как преуспеть в Америке (2010)